# Juan Domingo Tolisano
Juan Domingo Tolisano Correa (San Cristóbal, Táchira, Venezuela; 7 de agosto de 1984) es un entrenador de fútbol venezolano que actualmente dirige al Deportivo La Guaira de la Primera División de Venezuela.

## Trayectoria
Nacido en San Cristóbal, Táchira, Tolisano inició su carrera directiva en 2005 en el Atlético Táchira. Al año siguiente, se incorporó a la Lotería del Táchira como entrenador de la Sub-20 y fue nombrado entrenador del primer equipo del club en 2009.
En julio de 2012, Tolisano fue nombrado coordinador de juveniles del Deportivo Táchira, estando también a cargo del equipo B en la Segunda División de Venezuela. Dejó el club en 2014 para convertirse en asistente del entrenador en Zulia Fútbol Club y se convirtió en el entrenador del club en octubre de 2015.
Tolisano salió del Zulia de mutuo acuerdo el 4 de abril de 2016, y fue designado al frente del Carabobo Fútbol Club siete días después. El 11 de noviembre, tras clasificar este último equipo a la Copa Libertadores 2017, se fue tras rechazar una oferta de renovación.
El 1 de diciembre de 2016, Tolisano se hizo cargo del Mineros de Guayana. El 22 de noviembre de 2018, tras ganar la Copa Venezuela 2017, abandonó el club.
El 7 de marzo de 2019, Tolisano regresó al Deportivo Táchira, ahora nombrado entrenador del primer equipo. Luego de ganar el título de Primera División con el Táchira en 2021, fue designado entrenador del equipo chileno Deportes Antofagasta el 21 de diciembre de 2021.
Al año siguiente fue nombrado como director técnico de Academia Puerto Cabello. Logró la clasificación a la Copa Sudamericana 2023.
En la temporada 2023, retomó a Carabobo Fútbol Club, participando en la Copa Libertadores y en la segunda fase de la Sudamericana 2024.
En marzo de 2024 fue anunciado como nuevo entrenador de Deportivo La Guaira, mismo año que ganó la Copa Venezuela. En 2025 se consagró en la Supercopa de Venezuela.  

## Clubes
| Club                 | País      | Año           | PJ  | PG  | PE | PP | Rendimiento |
| -------------------- | --------- | ------------- | --- | --- | -- | -- | ----------- |
| Zulia FC             | Venezuela | 2015-2016     | 24  | 7   | 12 | 5  | 45.84%      |
| Carabobo FC          | Venezuela | 2016          | 28  | 16  | 6  | 6  | 64.28%      |
| Mineros de Guayana   | Venezuela | 2017-2018     | 92  | 42  | 30 | 20 | 56.52%      |
| Deportivo Táchira    | Venezuela | 2019-2021     | 101 | 55  | 21 | 25 | 61.39%      |
| Deportes Antofagasta | Chile     | 2022          | 13  | 2   | 3  | 8  | 23.07%      |
| Puerto Cabello       | Venezuela | 2022          | 25  | 11  | 5  | 9  | 50.67%      |
| Carabobo FC          | Venezuela | 2023-2024     | 29  | 11  | 12 | 6  | 51.72%      |
| Deportivo La Guaira  | Venezuela | 2024-presente |     |     |    |    |             |
| Total                |           |               | 312 | 144 | 89 | 79 | 55.66%      |

## Palmarés
| Título                        | Club               | País      | Año  |
| ----------------------------- | ------------------ | --------- | ---- |
| Copa Venezuela                | Mineros de Guayana | Venezuela | 2017 |
| Primera División de Venezuela | Deportivo Táchira  | Venezuela | 2021 |

copa Venezuela deportivo la Guaira 2024
Súper copa  deportivo la Guaira 2025